# Corynoptera semipedestris
Corynoptera semipedestris är en tvåvingeart som beskrevs av Werner Mohrig och Blasco-zumeta 1996. Corynoptera semipedestris ingår i släktet Corynoptera och familjen sorgmyggor.
Artens utbredningsområde är Spanien. Inga underarter finns listade i Catalogue of Life.